# Maria Occhipinti
Maria Occhipinti (Ragusa, 29 luglio 1921 – Roma, 20 agosto 1996) è stata un'attivista e scrittrice italiana.

## Biografia
Fu una delle leader del movimento anarco-antimilitarista Non si parte! di Ragusa, bollati successivamente come fascisti e separatisti, lottarono contro gli arruolamenti forzati per la ricostituzione dell'esercito italiano voluta da Badoglio e Bonomi. A Ragusa il 4 gennaio del 1945, allo scopo di far fuggire un gruppo di giovani rastrellati dai carabinieri, non esitò a stendersi sulla strada per bloccare il mezzo su cui venivano trasportate queste giovani reclute, pur essendo al quinto mese di gravidanza.
Il suo gesto diede inizio ad una insurrezione, con l'esercito cobelligerante italiano che sparò sulla folla, uccidendo un ragazzo e un sagrestano. La rivolta durò 4 giorni e fu alla fine repressa nel sangue dall'esercito, come già accaduto a Palermo un anno prima durante la "Strage del Pane", (durante la quale, la fanteria uccise 24 persone e ne ferì 158, la maggior parte delle quali minorenni). 
Maria venne arrestata, assieme ad un congruo numero di suoi concittadini, e processata come istigatrice della sommossa. Fu l'unica donna ad essere condannata, dapprima fu confinata ad Ustica dove partorì e poi fu trasferita per due anni e nel carcere dalle suore benedettine di Palermo. La rivolta del "Non si parte" si estese anche a Comiso, a Modica e a Vittoria.
Scontata la pena, trovato un ambiente assai ostile nella sua città, iniziò a viaggiare e si stabilì prima a Napoli passando poi a Ravenna, Sanremo, Roma e Milano. Si trasferì poi in Svizzera, dove da autodidatta scrisse nel 1957 la sua autobiografia, Una donna di Ragusa con la quale, ripubblicato da Feltrinelli, vinse il Premio Brancati nel 1976, prima di iniziare una peregrinazione per diversi stati esteri che la videro soggiornare in Marocco, Francia, Canada e Stati Uniti, prima di far ritorno in Italia nel 1973 stabilendosi a Roma.
Qui ricominciò a scrivere occupandosi di questioni sociologiche, mettendo in luce lo sfruttamento dei lavoratori domestici da parte dei loro datori di retribuzione borghesi, collaborando con gli ambienti anarchici romani.

## Media
Nel 2013 esce il documentario "Con quella faccia da straniera. Il viaggio di Maria Occhipinti", di Luca Scivoletto,  interamente dedicato alla sua vita, che vede fra l'altro la partecipazione della figlia Marilena e della sorella Rosa. Il documentario è stato presentato in anteprima internazionale al Bif&st - Bari International Film Festival.

## Opere
- Una donna di Ragusa, Landi,  1957.
- Una donna di Ragusa, Feltrinelli, Milano, 1976.
- Il carrubo ed altri racconti, Sellerio Editore, Palermo, 1993.
- Una donna libera, Sellerio Editore, Palermo, 2004.